# 良町站
良町站（日语：／ Yayamachi eki */?）是位於熊本縣熊本市田迎町，熊延鐵道的鐵路車站（廢站）。

## 歷史
- 1960年（昭和35年）7月1日 - 熊延鐵道田迎至中之瀨之間開設此站[1]。
- 1964年（昭和39年）3月31日 - 熊延鐵道廢線，此站也被廢除[1]。

## 車站設施
此站是地面車站，設有1面1線單式月台。

## 現狀
車站遺址變成熊本縣道104號熊本濱線旁的桑拿店。在建築物後方可看見車站痕跡。

## 相鄰車站
熊延鐵道
田迎－良町－中之瀨

## 注腳
1. 1 2  今尾惠介《日本鐵道旅行地圖帳》12號九州沖繩 北信越（新潮社、2008年）p.46

## 相關項目
- 日本鐵路車站列表 Ya